# From Our Memento Box
From Our Memento Box, estilizado como from our Memento Box, es el quinto EP del grupo femenino de Corea del Sur fromis_9. Fue lanzado el 27 de junio de 2022 por Pledis Entertainment y distribuido por Hybe Corporation y YG Plus. El álbum contiene cinco pistas, incluyendo su sencillo principal titulado «Stay This Way».

## Antecedentes y lanzamiento
El 23 de mayo de 2022, representantes de la industria musical surcoreana informaron que fromis_9 se estaría preparando para regresar a fines de junio con un nuevo álbum y como un grupo completo junto a Baek Ji-heon, miembro que hizo una pausa en febrero del mismo año. Según las fuentes, el grupo filmó recientemente su vídeo musical en Saipán. En respuesta a los informes, su agencia Pledis Entertainment confirmó: «fromis_9 regresará con un mini álbum a finales de junio. Promocionarán como un grupo completo con Baek Ji-heon».
El 6 de junio de 2022, a través de sus redes sociales oficiales, la agencia anunció el próximo lanzamiento del quinto miniálbum de fromis_9 que llevaría el título de From Our Memento Box, ha ser lanzado el 27 de junio del mismo año, confirmando además que Baek Ji-heon volvería a formar parte de todas las promociones. Ese mismo día fue publicado un primer vídeo promocional con la imagen conceptual del nuevo álbum.
El 10 de junio fue revelada la lista oficial de canciones, confirmando que el miniálbum contiene cinco pistas, incluyendo su sencillo principal titulado «Stay This Way», en el que participó como compositor el cantautor canadiense Daniel Caesar. Además, se reveló que la miembro de fromis_9, Jiheon, fue una de las escritoras de la canción «Up And».

## Promoción
El 26 de junio de 2022, Pledis Entertainment anunció que el evento de lanzamiento de From Our Memento Box programado para el 27 de junio sería cancelado después de que las miembros Song Ha-young, Park Ji-won, Lee Seo-yeon, Lee Chae-young y Baek Ji-heon. sufrieron un accidente automovilístico, por lo que debieron guardar reposo y retrasar todas sus actividades oficiales de promoción.

## Rendimiento comercial
Tras su primer día desde el lanzamiento, fromis_9 rompió su propio récord después de vender más de 80,000 copias de este quinto miniálbum, superando a su álbum anterior, Midnight Guest, que vendió 49,712 copias en su primer día. Además, ocupó el primer lugar en las listas de álbumes de ITunes en el extranjero en 11 países y regiones, incluidos Finlandia y Singapur, entre otros.

## Lista de canciones
| CD / Descarga digital |                 |                                    |                                                                              |                                              |          |  |
| N.º                   | Título          | Letras                             | Música                                                                       | Arreglos                                     | Duración |  |
| 1.                    | «Up And»        | Jiheon, Stella Jones (153/Joombas) | Stella Jones (153/Joombas), XOX (153/Joombas)                                | XOX (153/Joombas)                            | 3:12     |  |
| 2.                    | «Stay This Way» | Seo Jieum (서지음)                 | Justin Reinstein, Lee Woo-min "collapsedone", Anna Timgren                   | Justin Reinstein, Lee Woo-min "collapsedone" | 3:15     |  |
| 3.                    | «Blind Letter»  | Lee Seuran (이스란)                | Slow Rabbit, ADORA, Daniel Caesar, Ludwig Lindell, Melanie Fontana, Lindgren | Slow Rabbit, ADORA                           | 2:40     |  |
| 4.                    | «Cheese»        | danke                              | C'SA, hongsamman, 희창 (Coke paris)                                          | hongsamman, 희창 (Coke paris)                | 3:01     |  |
| 5.                    | «Rewind»        | Wkly, C'SA                         | C'SA, SWEETCH, N!ko (PAPERMAKER)                                             | SWEETCH, N!ko (PAPERMAKER)                   | 3:33     |  |
| 15:41                 |                 |                                    |                                                                              |                                              |          |  |

## Posicionamiento en listas
| Lista (2022)                     | Mejor posición |
| -------------------------------- | -------------- |
| Corea del Sur (Gaon Album Chart) | 1              |
| Japón (Oricon Album Chart)       | 6              |
| Japón (Billboard Japan)          | 6              |

| Lista (2022)                     | Mejor posición |
| -------------------------------- | -------------- |
| Corea del Sur (Gaon Album Chart) | 5              |

## Historial de lanzamiento
| País          | Fecha               | Formato                         | Sello                |
| ------------- | ------------------- | ------------------------------- | -------------------- |
| Corea del Sur | 27 de junio de 2022 | CD, descarga digital, streaming | Pledis Entertainment |